# تدی برتین
تدی برتین (انگلیسی: Teddy Bertin؛ زادهٔ ۶ اوت ۱۹۶۹) بازیکن فوتبال اهل فرانسه است.
از باشگاه‌هایی که در آن بازی کرده‌است می‌توان به باشگاه فوتبال المپیک مارسی، باشگاه فوتبال استراسبورگ، باشگاه فوتبال لو آور، و باشگاه ورزشی آمیان اشاره کرد.